# Portraits of Past
Portraits of Past (с англ. — «Портреты прошлого») — американская скримо-группа из Сан-Франциско, которая первоначально существовала в 1994—1995. Жанр музыки, который они помогли создать, часто описывается как скримо, хотя этот термин не использовался в то время, когда группа существовала. Как рассказывает Кент Макклард на сайте Ebullition, популярность группы выросла лишь спустя несколько лет после распада группы в 1995 году.

## Реюнион
Воссоединившись, Portraits of Past сыграли ряд концертов во второй половине 2008 года. Новые песни были сыграны на шоу в Калифорнии и Нью-Йорке. 20 октября 2009 года у них вышел новый EP Cypress Dust Witch.

## Дискография
- 7-песенная демо кассета (1993)
- Сплит с группой Bleed (1994)
- Один трек на компиляции XXX - Some Ideas Are Poisonous (1995)
- Один трек на компиляции Stealing the Pocket (1995)
- Одноимённый альбом (также известен как 01010101, 1996)
- Одноимённый сборник (2008)
- Миниальбом Cypress Dust Witch (2009)